# Podolische Weinbergschnecke
Die Podolische Weinbergschnecke (Helix lutescens) ist eine in Mittel- und Osteuropa verbreitete, landlebende Schneckenart aus der Familie der Schnirkelschnecken (Helicidae).

## Merkmale
Das Gehäuse ist kugelig mit einem stumpfen Apex. Es misst 27 bis 33 × 24 bis 31 mm, selten auch bis 37 mm. Die vier bis viereinhalb Windungen nehmen rasch zu, die Naht ist deutlich. Der Nabel ist vollkommen oder fast ganz geschlossen. Die Mündung ist hochoval mit einem umgebogenen, aber nur wenig erweiterten Mundsaum. Er ist weiß und gelippt, die Innenlippe ist weißlich oder leicht rötlich. Das Gehäuse ist einfarbig gelblich-weißlich bis bräunlich-gelb. Häufig sind aber auch drei bis fünf mehr oder weniger deutlich ausgeprägte, schmale, etwas dunklere Spiralstreifen entwickelt. Die wenig glänzende Oberfläche trägt feine Anwachsstreifen und deutliche Spiralstreifen.
Der Weichkörper des Tieres ist weiß- oder graugelb. Der Kiefer weist 5 bis 6 stärkere Rippen auf,
zwischen denen jeweils ein bis zwei feinere Rippen eingeschaltet sind. Der Liebespfeil ist schwach gekrümmt mit deutlicher Krone und vier Schneiden. Zwei sind rinnenförmig gespalten.

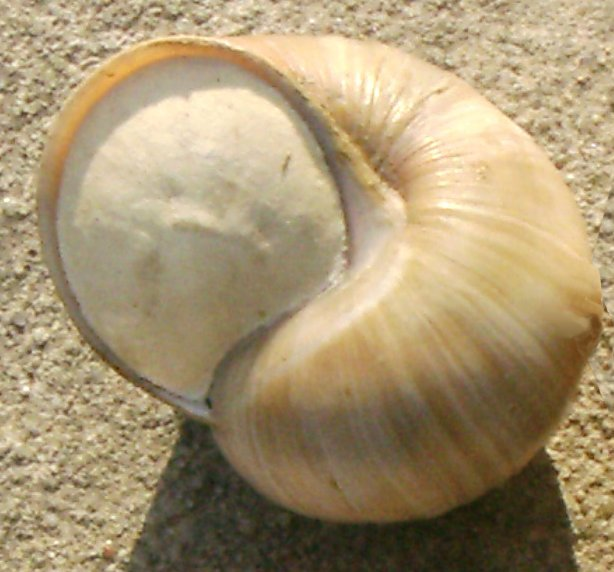
Gehäuse mit Epiphragma verschlossen

### Ähnliche Arten
Das Gehäuse ist etwas mehr kegelförmig als das Gehäuse der Weinbergschnecke (Helix pomatia). Der Nabel ist bei der Weinbergschnecke noch z. T. offen, bei der Podolischen Weinbergschnecke geschlossen. Die Mündung ist bei der Podolischen Weinbergschnecken eher rundlich, bei der Weinbergschnecke hoch elliptisch. Der Mundsaum ist bei der Podolischen Weinbergschnecke nur wenig erweitert und innen mit einer dünnen Lippe belegt. Bei der Weinbergschnecke ist der Mundsaum im unteren Teil der Mündung kräftig umgeschlagen und innen mit einer dicken Lippe versehen.

## Geographisches Vorkommen, Lebensraum und Lebensweise
Die Podolische Weinbergschnecke lebt auf Wiesen und Buschland an warmen Hängen im Hügelland. Sie kommt von etwa Krakau in Polen, der östlichen Slowakei und dem östlichen Ungarn im Westen, im Süden bis etwa Nordserbien und das südliche Rumänien, im Osten in der Ukraine bis in die Region östlich von Kiew und im Norden in Belarus bis Brest vor.

### Online
- AnimalBase - Helix lutescens